# Gheorghe Manta
Gheorghe Manta (* 20. Februar 1935 in Bușteni, Kreis Prahova) ist ein ehemaliger rumänischer Politiker der Rumänischen Kommunistischen Partei PCR (Partidul Comunist Român) und Diplomat, der unter anderem zwischen 1983 und 1985 Botschafter in der Mongolischen Volksrepublik war.

## Leben
Gheorghe Manta war nach einer Berufsausbildung und entsprechenden Fortbildungen als Meister in einem Maschinenbaubetrieb tätig und wurde 1956 Mitglied der damaligen Rumänischen Arbeiterpartei PMR (Partidul Muncitoresc Român). 1962 wurde er Instrukteur des Parteikomitees im Bukarester Ortsteil „W. I. Lenin“ und absolvierte zwischen 1967 und 1971 ein Studium an der Wirtschaftswissenschaftlichen Fakultät der Akademie für Sozial- und Politikwissenschaften „Ștefan Gheorghiu“. Nach Abschluss des Studiums wurde er 1971 zunächst Direktor des Parteikabinetts sowie Kandidat des Büros des Parteikomitees im Bukarester Sektor 5 sowie 1972 Sekretär des Parteikomitees dieses Sektors. Nachdem er zwischen 1974 und 1978 Gebietsinstrukteur der ZK-Abteilung Propaganda und Presse war, wurde er 1978 Erster Sekretär des Parteikomitees des Bukarester Sektors 1 sowie zugleich in Personalunion Präsident des Exekutivkomitees des Volksrates dieses Sektors. Anschließend war er vom 28. August 1979 bis zum 31. Mai 1983 Erster Sekretär des Parteikomitees im Kreis Neamț und bekleidete zeitgleich das Amt als Präsident des Exekutivkomitees des Volksrates dieses Kreises. Er wurde auf dem Zwölften Parteitag der PCR (19. bis 23. November 1979) Mitglied des ZK der PCR und gehörte diesem Gremium bis 1983 an.
1980 wurde Manta ferner Mitglied der Großen Nationalversammlung (Marea Adunare Națională) und gehörte dieser als Vertreter des Wahlkreises Nr. 7 Târgu Neamț im Kreis Neamț bis 1985 an. 1983 erwarb er einen Doktortitel im Fach Wirtschaftswissenschaften. Als Nachfolger von Constantin Mândreanu übernahm er am 31. Mai 1983 den Posten als Botschafter in der Mongolischen Volksrepublik. Er verblieb auf diesem diplomatischen Posten in Ulaanbaatar bis zum 12. Februar 1985 und wurde daraufhin von Nicolae Hurbean abgelöst. Nach seiner Rückkehr verblieb er zunächst zwischen Februar und Mai 1985 als Botschafter zur besonderen Verfügung des Außenministeriums (Ministerul Afacerilor Externe) und war zuletzt von Mai 1985 bis zum Zusammenbruch des Kommunismus im Zuge der rumänischen Revolution am 22. Dezember 1989 als Instrukteur des ZK der PCR tätig.